# Телері (гурт)
Гурт «Те́лері» (у перекладі з мови квенья — останні) — український музичний гурт, створений 7 травня 1998 року у Переяславі Київської області. Грає дарк-фолк, рок, переважно акустичний (гітара, сопілка, скрипка, бас, перкусія, флейта, віолончель, акордеон).

## Історія
Брав участь у фестивалях «Crossroad» (2001, 2002), «Metal Time» (2004), «Лісова фієста», «День Незалежності з Махном», «Mikolajki Folkowe» (Польща, 2007), «Під знаком Водолія» (2008) тощо. Виборов 1 місце на фестивалі «Срібна підкова» (2007) та 2 місце на «Шевченко-Фесті» у Львові (2008), є лауреатом фестивалю «Червона Рута» (2011).

## Склад гурту
- Леся Рой (вокал, скрипка, гітара)
- Ельдар Рой (барабани)
- Сергій Дорохов (бас)
- Андрій Сенькович (акордеон)
- Тарас Олійник (перкусія, духові, гітара)